# ラデス
ラデス（アラビア語: رادس、Radès）は、チュニジアのベンナラス県にある港湾都市。同国の首都チュニスの南東9キロメートルに位置し、チュニスの郊外を形成するほか、チュニス港の入り口付近はラデスに所在する。

## 概要
ラデス市内はRadès Medina、Radès Méliane、Rades Forêt、Chouchet Radès、El Malleha、Noubou、The Olympic cityから形成され、Farhat Hached高校が所在する。
チュニス湖の対岸にあるラグレットとの間には、日本の海外経済協力基金（OECF）からの貸付と政府開発援助（ODA）により、ラデス・ラグレット橋が建設された。また、チュニジア最大の発電所であるラデス発電所には、丸紅が3割の出資を行っている。

## スポーツ
市内にあるスタッド・オリンピック・ドゥ・ラデは65,000人収容の競技場で、サッカーチュニジア代表が試合で使用する。同競技場は2002年にアフリカ陸上競技選手権大会の会場としても利用された。
サッカー選手のヤシン・シハウィ（FCチューリッヒ）は、ラデス出身である。